# Роберт Вінісіус Сілва
Роберт Вінісіус Сілва (порт. Robert Vinícius Rodrigues Silva, нар. 13 квітня 2005, Пірапора) — бразильський футболіст, нападник данського клубу «Копенгаген», у складі якого — чемпіон Данії і володар Кубка країни. 
Виступав також за «Крузейру».

## Ігрова кар'єра
Народився 13 квітня 2005 року в місті Пірапора. Вихованець юнацьких команд футбольного клубу «Крузейру». У дорослому футболі дебютував 2023 року виступами за його головну команду, в якій провів один сезон, взявши участь у 21 матчі чемпіонату.
У серпні 2024 року на правах однорічної оренди приєднався до складу данського «Копенгагена». Протягом першого півріччя оренди взяв участь у 8 іграх чемпіонату Данії, в яких відзначився двома голами, та справив позитивне враження на тренерський штаб столичної команди. На початку 2025 року клуб з Копенгагена викупив контракт молодого нападника за 2 мільйони євро. За результатами сезону 2024/25 став співавтором «золотого дубля», вигравши національну першість і Кубок Данії.

## Титули і досягнення
- Чемпіон Данії (1):

«Копенгаген»: 2024-2025
- Володар Кубка Данії (1):

«Копенгаген»: 2024-2025